# كاتسوتوشي دوموري
كاتسوتوشي دٌموري (باليابانية: 堂森 勝利) (29 يونيو 1976 في أوساكا في اليابان – )؛ هو لاعب كرة قدم ياباني سابق كان يلعب كلاعب وسط.

## وصلات خارجية
- كاتسوتوشي دوموري على موقع رابطة كرة القدم اليابانية للمحترفين (اليابانية)
- كاتسوتوشي دوموري على موقع عالم كرة القدم.نت (الإنجليزية)